# 皮薩羅豎角兜蟲
皮薩羅豎角兜蟲（學名：Golofa pizarro），是金龜科豎角兜蟲屬的一種。

## 外觀
雄蟲體長40~52mm，雌蟲體長約38mm。頭角和胸角向上，角上有棕色細毛，胸角末端膨大城碟狀，翅鞘上有細紋。

## 分布
本種分布於南美洲。